# ویلیام گال
ویلیام گال (انگلیسی: William Gull؛ ‏ ۳۱ دسامبر ۱۸۱۶ – ۲۹ ژانویهٔ ۱۸۹۰) پزشک اهل پادشاهی متحد بریتانیای کبیر و ایرلند در قرن نوزدهم میلادی بود. او از خانواده‌ای متوسط برخاست و پله‌های ترقی علمی را یک به یک طی نمود و حرفه و مطب خصوصی سودآوری در لندن ایجاد کرد و همچنین در سِـمَـت‌های اجرایی برجسته‌ای خدمت کرد؛ از جمله رئیس بیمارستان گایز لندن، استاد فولرین فیزیولوژی و رئیس انجمن بالینی بریتانیا. در سال ۱۸۷۱ او توانست با موفقیت تمام بیماری مرگبار حصبه را در شاهزاده ادوارد هفتم درمان کند و لقب «بارون» را دریافت دارد و سپس یکی از پزشکان سلطنتی مخصوص ملکه ویکتوریا شود.
ویلیام گال مشارکت‌های برجسته‌ای در علم پزشکی دارد، از جمله پیشبرد درک بهتر پزشکان از میکزدم، بیماری برایت، پاراپلژی و بی‌اشتهایی عصبی (که نامش را خود ابداع نمود).
مطابق یک تئوری توطئه گسترده و اشتباه علیه فراماسونری/پادشاهی در دههٔ ۱۹۷۰ میلادی، گفته شد که ویلیام گال هویت جک قاتل را می‌دانست، یا آنکه اصلاً خودش جک قاتل بود. با آنکه پژوهشگران و اندیشمندان این موضوع را رد کرده‌اند، اما به سبب ماهیت هیجان‌انگیز این فرضیه، تا مدت‌های طولانی این باور در میان مردم باقی ماند و آثار خیالی متفاوتی بر اساس آن ساخته یا منتشر شد؛ علی‌رغم آنکه در هنگام وقوع این قتل‌ها، ویلیام گال ۷۱ ساله و در بستر بیماری بود. برخی از این آثار عبارتند از جک قاتل با بازی مایکل کین، رمان گرافیکی از جهنم و فیلم سینمایی از جهنم که بر پایهٔ آن ساخته شد.